# Claudio di Besançon
San Claudio di Besançon, chiamato anche Claudio il Taumaturgo o San Claudio di Condat (607 circa – 696 o 699), è stato un abate e vescovo franco.

## Biografia
Nativo della Franca Contea, Claudio fu ordinato sacerdote a Besançon e successivamente monaco. La storia della sua vita fu al centro di numerose controversie, tanto che lo storico Henry Wace scrisse che a proposito di questo santo gli inventori di leggende si sbizzarrirono ampiamente.
Nonostante tutto, le fonti concordano sul fatto che Claudio proveniva da una famiglia nobile. Secondo una tradizione di lunga data, Claudio nacque nel castello di Bracon, nei pressi di Salins-les-Bains, da una famiglia gallo-romana dal cognomen Claudia. Questa famiglia aveva già dato i natali ad un altro San Claudio nel VI secolo.
Uno dei suoi biografi, Lorenzo Surio, scrive che in giovane età Claudio fu affidato a degli istitutori, sotto la cui guida si interessò alle materie accademiche, ma trascorrendo anche una parte considerevole del suo tempo nello studio di argomenti sacri, come le vite dei santi.
Fino all'età di vent'anni prestò servizio come guardia di confine, dopodiché nel 627 fu creato canonico da Donato, vescovo di Besançon. Claudio divenne famoso per la sua assiduità nel seguire la regola dei canonici, e per il suo ascetismo, che lo portava a consumare un solo pasto al giorno, e per di più frugale.
Dopo un periodo trascorso a prestare il suo ministero sacerdotale a Besançon, Claudio entrò a far parte dell'abbazia di Condat, a Saint-Claude (intitolata poi a suo nome dopo la sua morte), nella regione del Giura. Qui fu scelto per diventare il dodicesimo abate, all'età di 34 anni, nel 641 o nel 642, durante il pontificato di papa Giovanni IV. In veste di abate ottenne aiuti e sovvenzioni dal re Clodoveo II, anche grazie all'intercessione della regina Batilde, tanto che in quel periodo l'abbazia prosperò notevolmente.
Alla morte di Gervasio, vescovo di Besançon, il clero della città scelse Claudio come nuovo vescovo nel 685. Claudio accettò la nomina, seppur con riluttanza, diventando il 29º vescovo della città. Successivamente, avendo avuto notizia che a Condat era subentrato un certo rilassamento nel seguire la regola benedettina, preferì lasciare il ministero episcopale per tornare a guidare la sua vecchia abbazia.
Morì nel 696, o nel 699.

## Culto
Dopo la sua morte, Claudio divenne uno dei santi più venerati di Francia.
Nel IX secolo Rabano Mauro ricorda Claudio nel suo Martyrologium come intercessore. Delle sue spoglie, di cui si diceva essere rimaste incorrotte, si persero le tracce durante le incursioni arabe, ma furono ritrovate nel 1160, e vennero visitate nel 1172 da Pietro di Tarantasia, che fu successivamente papa col nome di Innocenzo V. Le reliquie vennero solennemente trasportate attraverso la Borgogna perché fossero oggetto di venerazione, dopodiché furono riportate a Condat.
Il paese di Saint-Claude aveva originariamente il nome di Saint-Oyand o Saint-Oyend in onore di Sant'Eugendo, già abate di Condat. Tuttavia dopo la morte di Claudio il numero di pellegrini in visita alla sua tomba divenne sempre maggiore, tanto che a partire dal XIII secolo il nome Saint-Claude divenne di uso comune andando a sostituire il nome originario della località.
Le reliquie di San Claudio vennero arse il 19 giugno 1794, durante la Rivoluzione francese e il 19 giugno 1799 la città di san Claudio fu distrutta dal fuoco.
La sua Memoria liturgica cade il 6 giugno.